# Liceum Ogólnokształcące im. Hugona Kołłątaja w Pińczowie
Liceum Ogólnokształcące im. Hugona Kołłątaja w Pińczowie – najstarsza szkoła tego typu w Polsce, jak wykazał profesor Uniwersytetu Jagiellońskiego Henryk Barycz. Patronem szkoły jest jej były uczeń – Hugo Kołłątaj: publicysta, polityk i ksiądz katolicki doby oświecenia.

## Historia
Szkoła powstała jako gimnazjum w 1551. Przed powstaniem gimnazjum działała w Pińczowie jako szkoła kościelna, ale nie miała ona możliwości rozwoju. Sytuacja zmieniła się w 1550, gdy w tym nie odgrywającym żadnej roli osiedlu zaczęły powstawać zalążki organizacji zborowej (kalwini i bracia polscy), a wraz z nią nastąpił rozwój szkolnictwa. Przyczynili się do tego:
- Mikołaj Oleśnicki
- Włoch Francesco Stancaro
- Grzegorz Orszak zwany Orsacjusz

Gimnazjum obejmowało swoim zasięgiem okolice Pińczowa i dalej (Kraków).
Okres świetności różnowierczego gimnazjum (od 1560 – przekształcono go w szkołę braci polskich) skończył się, kiedy Pińczów przestał być ośrodkiem reformacji w Polsce. Stanisław Orzechowski w 1563 napisał „Pińczowska Szkoła Ariańska rozproszona na niezliczone sekty, rozpłynęła się”. Szkoła istniała nadal, jako szkoła parafialna. Ten okres szkoły pińczowskiej związany był z rodziną Myszkowskich, która w 1588 kupiła dobra pińczowskie od spadkobierców Oleśnickich. Do niej uczęszczał Hugo Kołłątaj. Szkoła jako progimnazjum pracowała do 1914.
Zarządzeniem Ministra Wyznań Religijnych i Oświecenia Publicznego z 1937 zostało utworzone „Państwowe Liceum i Gimnazjum im. Hugona Kołłątaja w Pińczowie” (państwowa szkoła średnią ogólnokształcąca, złożoną z czteroletniego gimnazjum i dwuletniego liceum), po wejściu w życie tzw. reformy jędrzejewiczowskiej szkoła miała charakter koedukacyjny, a wydział liceum ogólnokształcącego był prowadzony w typie humanistycznym. Pod koniec lat 30. szkoła funkcjonowała pod adresem ulicy Józefa Piłsudskiego 11.

## Dyrektorzy
- Stefan Wasilewski (kier., dyr. od 1 XII 1926)[4]

## Uczniowie
Wychowankowie polegli na polu chwały
- Jerzy Tadeusz Błeszyński – zginął 9 września 1939 w obronie wybrzeża jako dowódca pociągu pancernego Smok Kaszubski
- Andrzej Błeszyński – zginął w Katyniu
- Czesław Czerwiński – zginął w Oświęcimiu
- Ryszard Lodowski – zginął w akcji 30 lipca 1944 za sprawę Rzeczypospolitej Pińczowskiej
- Edward Rozycki – poległ 5 sierpnia 1944 w walce pod Skalbmierzem

Absolwenci
- Edward Sztafrowski (1929–1992) – ksiądz katolicki, profesor prawa kanonicznego, wykładowca Akademii Teologii Katolickiej w Warszawie